# The Only Son
The Only Son es una película ugandesa de 2016, escrita y dirigida por Richard Mulindwa. Está rotagonizada por Bobby Tamale, Michael Wawuyo Snr., Raymond Rushabiro y Nisha Kalema. 

## Sinopsis
Davis (Bobby Tamale) se enfrentará a los mayores desafíos de su vida cuando a su padre le diagnostiquen cáncer y todos sus bienes y negocios supuestamente se congelan debido a problemas de malversación de fondos. El descuidado Davis tendrá ser un hombre y empezar de nuevo, pero ¿podrá manejar su nueva vida incluso después de perder a sus amigos, novia y no poder vivir en el pueblo como ordenó su padre?

## Elenco
- Bobby Tamale como Davis
- Michael Wawuyo Sr. como padre
- Raymond Rushabiro como tío
- Nisha Kalema como Diana
- Doreen Nabbanja como Sylvia[1][2]

## Lanzamiento
Se estrenó el 22 de julio de 2016 en el hotel Kampala Serena. Fue nominada en seis categorías en el Festival de Cine de Uganda de 2016, incluyendo Mejor Guion, Sonido, Montaje, Película del Año, Mejor Actor Principal y Mejor Largometraje.